# الشرطة المدنية (المانيا)
الشرطة المدنية الألمانية (في الأماني Zivilstreife, أو Zivilpolzei) هي في ألمانيا دوريات شرطة من غير صفات شرطة مثال (لبس مدني وسيارت في لون اسود أو فضي).مهامة هي ملاحقة المجرمين ومراقبة المدنين أيضا امساك الاشخاص الذي في حقهم مذكرة توقيف أيضا ملاحقة جنائية ومراقبة المرور والسارات واالمدهمات أيضا في عمليات مثل مشاجرة...

## سيارتهم
سيارتهم مختلفة عن سيارات الشرطة سيارتهم غالبا تكون مدهونة في لون (اسود وفضي واخضر غامق)أيضا غالبا تكون سيارتهم مثل (سيارة متوسطة الحجم، فولكسفاغن غولف، بي إم دبليو الفئة الخامسة، مرسيدس-بنز الفئة إي)لكن غالبا سياره فولكسفاغن غولف هاذي سيارت في معظم اوقات يكون لة اضواء شرطة مخفية ومعتدات في سيارتهم مثل دروع...

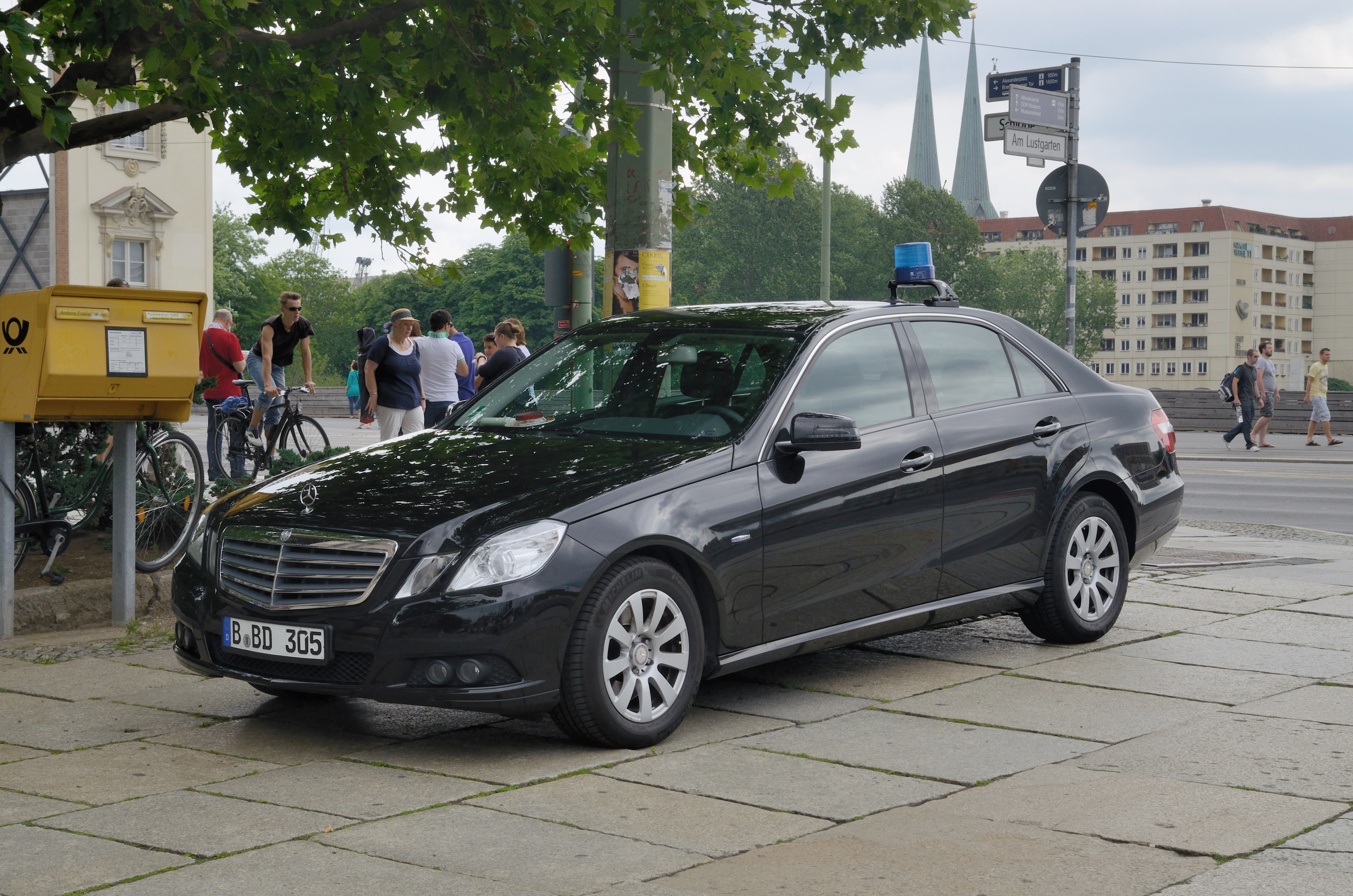
سيارة شرطة مدنية في برلين

## الافراد
غالبا الضباط وافراد الشرطة المدنية يكون لبسهم لبس مدني مثل افراد حماية الشخصيات المهمه ومكتب تحقيقات الفدرالي يعملون دائما في تخفي شرطة المدنية يكون غالبا موزعين دوريات في شوارع موزعه لي مراقبة واستلام بلغات.

## تاريخ
بداية الشرطة المدنية كانت في ولاية براونشفايغ عام 1962 في عام 1960 كانت في براونشفايغ جرائم كثيرة المواطنين في سكسونيا السفلى عام 1961 طالبو وزير الداخلية في حماية أكثر قيادة الشرطة انشائت بعدها فرقة في اسم Nachtstreifenkommando (في العربي فرقة دوريات الليل) ضباط الشرطة كانو في الليل في سيارات مدنية بعدها انخفضت الجرائم نحو 25% هاذي النوع من محاربة الجرائم اخذتة شرطة ولايات اخرة 1970 في براونشفايغ تغير اسمة لي
Ziviles Streifenkommando (فرقة دوريات المدنية) وفي 1994 Ziviler Streifendienst (خدمة دوريات مدنية أو شرطة مدنية).